# Hraunfossar
Hraunfossar es una cascada situada al occidente de Islandia, en el río Hvitá (Borgarfjörður), parecen surgir directamente del campo lávico de Hallmundarhraun, que se originó en una erupción de los volcanes que se encontraban debajo del glaciar Langjökull. De allí el nombre, compuesto por palabra "-hraun" que significa "lava" en islandés.
Hraunfossar se encuentran cerca de Húsafell y de Reykholt en Islandia occidental y no lejos de la cascada de Barnafoss.